# 김형호
김형호(한국 한자: 金灐鎬, 1987년 3월 25일 ~ )는 대한민국의 축구 선수로서 포지션은 미드필더이다.